# کاباتاش
کاباتاش (به ترکی استانبولی: Kabataş) (به ترکی عثمانی: قَباتاش) یک شهرک در ترکیه است که در استان اردو واقع شده‌است. کاباتاش ۷۰۱ متر بالاتر از سطح دریا واقع شده‌است.

## تاریخچه
منطقهٔ اردو، که شهرستان قباتاش زیرمجموعهٔ آن است، در دههٔ ۱۳۸۰ میلادی به تصرف درآمد و حکومت محلی‌ای به نام «حاجی‌امیر اوغولاری» در آن‌جا تأسیس شد. نام قدیمی کاباتاش، «کارای‌کویو» بود. در سال ۱۹۲۸ به استان اردو ملحق شد و نام آن به کاباتاش تغییر یافت. سپس به ترتیب در سال ۱۹۵۹ به شهرستان گول‌کوی و بعد از آن به شهرستان آی‌باسطی وابسته شد. در ۲۷ فوریهٔ ۱۹۷۱ سازمان شهرداری آن تشکیل شد و به شهرکی تبدیل شد. شهرستان کاباتاش با قانون شمارهٔ ۳۶۴۴ در تاریخ ۲۰ مه ۱۹۹۰ تأسیس شد و از ۱۴ اوت ۱۹۹۱ آغاز به فعالیت کرد. یک شهرک به نام آلان‌کنت زیرمجموعهٔ کاباتاش قرار دارد.
آب‌وهوای شهرستان ویژگی‌های بینابینی بین اقلیم دریای سیاه و اقلیم قاره‌ای دارد. در تمام فصل‌ها بارندگی دارد. زمستان‌ها نسبت به مناطق ساحلی سردتر است. پوشش گیاهی منطقه به دلیل بارندگی بالا، عمدتاً از جنگل تشکیل شده است.
اقتصاد شهرستان مبتنی بر کشاورزی، دامداری و تجارت خرد است. محصولات عمده شامل فندق، سیب‌زمینی و ذرت است. به‌مقدار اندک جو، گندم و لوبیا نیز کشت می‌شود. علاوه‌بر این، میوه و سبزی نیز تولید می‌گردد. در سال‌های اخیر دامداری و زنبورداری نیز رشد داشته است.

## موقعیت جغرافیایی و اقلیم
مرکز شهرستان کاباتاش ۷۲ کیلومتر با مرکز استان اردو و ۴۰ کیلومتر با شهرستان فاتسا فاصله دارد. کاباتاش در منطقهٔ دریای سیاه میانی، در دامنه‌های شمالی کوه‌های جانیک و در فاصلهٔ ۴۰ کیلومتری از ساحل واقع شده است. ارتفاع آن از سطح دریا ۵۳۰ متر است. از شرق به گول‌کوی، از غرب به کورگان، از شمال به چاتال‌پینار، از شمال‌شرق به گورگن‌تپه و از جنوب به آی‌باسطی محدود می‌شود. اقلیم منطقه بین دریای سیاه و اقلیم قاره‌ای متغیر است. رودخانه‌های اصلی آن بولامان و آرموتلو هستند. زمستان‌ها عمدتاً برفی است. در مارس ۲۰۱۴ برف سنگینی بارید که باعث سرمازدگی فندق‌ها شد. این بارش که در مناطق ساحلی تأثیر چندانی نداشت، در مناطق مرتفع‌تر باعث یخ‌زدگی فندق‌ها شد.

## جمعیت
نرخ رشد سالانهٔ جمعیت ۱۵٫۳ درصد است، ولی این نرخ پایین‌تر از میانگین استان است. یکی از دلایل اصلی این وضعیت، مهاجرت گسترده به استان‌هایی با فرصت‌های شغلی بیشتر مانند استانبول، قوجاایلی، آنکارا و آنتالیا است. این شهرستان دارای یک شهرک و دو روستا است. با تبدیل‌شدن شهرداری اردو به کلان‌شهر، برخی شهرک‌ها و روستاهای کوچک زیر نظر شهرداری‌های شهرستانی قرار گرفتند. در این راستا، شهرک آلان‌کنت و روستاهای بیلرلی و کوزکوی که پیش‌تر مستقل بودند، به شهرداری کاباتاش ملحق شدند.
الگو:Türkiye ilçe nüfus/Ordu/Kabataş

## گردشگری
ییلاق پرشِمبه (پنجشنبه) که در مرزهای آی‌باسطی قرار دارد، منطقه‌ای مشترک برای استفادهٔ فرهنگی و کشاورزی میان شهرستان‌های کاباتاش و آی‌باسطی است. در محلهٔ تاش‌آراسی، چشمه‌ای به نام «شیفاسو» وجود دارد که گفته می‌شود برای بیماری‌هایی مانند قلب، عروق و سنگ کلیه مفید است. آب شفابخش دِیِرم‌دَره نیز برای اگزمای دست و پا مؤثر دانسته می‌شود. «آجی‌سویو» در آلان‌کنت نیز به‌عنوان چشمه‌ای درمانگر شناخته می‌شود و از دید گردشگری نیز ارزش بازدید دارد. از لحاظ مذهبی، در مناطق گُل‌باچه و کوزکوی در داخل شهرستان کاباتاش، گفته می‌شود دو ولی زندگی می‌کرده‌اند که این منطقه را به نوعی مرکز دینی تبدیل کرده‌اند.

## اقتصاد
اقتصاد شهرستان بر پایهٔ کشاورزی، دامداری و تجارت استوار است. عمدهٔ تولیدات منطقه شامل فندق، ذرت و سیب‌زمینی است و فندق مهم‌ترین منبع درآمد منطقه به‌شمار می‌رود. مساحت شهرستان ۷۴ کیلومتر مربع است و تراکم جمعیت ۱۴۷ نفر در هر کیلومتر مربع است. کاهش تولید کشاورزی و افزایش سطح سواد موجب افزایش مهاجرت، به‌ویژه به استانبول شده است. در محله‌هایی از استانبول مانند باهچه‌لی‌اولر، شیرین‌اولر، باجیلار و اسنیورت جمعیت زیادی از مهاجران کاباتاش زندگی می‌کنند و انجمن‌هایی نیز در این مناطق تأسیس کرده‌اند. در تابستان، با تعطیلی مدارس، مردم منطقه برای برداشت فندق به زادگاه خود بازمی‌گردند و جمعیت شهرستان به‌طور موقت افزایش می‌یابد.
شهرستان دارای ۹ محله و ۱ شهرک است. ۳۷۷۴ خانوار در مساحت ۴۶٫۶ کیلومتر مربع به تولید فندق مشغول‌اند. همچنین، در ۶۷ دِکار زمین، حدود ۱۲٬۰۰۰ کیلوگرم گردو تولید می‌شود. انواعی از گلابی و سیب نیز کشت می‌شود، ولی بیشتر برای مصرف شخصی، نه تجاری. در سال‌های اخیر دامداری و زنبورداری نیز رشد داشته‌اند. بیشتر دامداری منطقه از نوع دام سنگین است، اما دام سبک نیز پرورش داده می‌شود. طبق آمار سال ۲۰۱۴ ادارهٔ کشاورزی استان اردو، در منطقه ۵۸۷۸ رأس گاو، ۴۸ گاومیش، ۶۵۰۰ رأس گوسفند، ۵ رأس بز، ۳۶٬۵۱۲ کلنی زنبور و ۱٬۰۴۱٬۰۰۰ کیلوگرم عسل تولید شده است. همچنین یک واحد تولید پنیر در منطقه فعال است که محصولات خود را به خارج از شهرستان نیز عرضه می‌کند. هرچند زنبورداری در خود منطقه هم انجام می‌شود، اما بسیاری از ساکنان برای تولید عسل به مناطق شرقی کشور کوچ می‌کنند.
برای توسعهٔ گردشگری شهرستان، با حمایت نهادهای مهم، چندین همایش و سمینار برگزار شده است. هدف این برنامه‌ها بررسی راه‌های توسعهٔ منطقه با امکانات موجود بوده است. همچنین، کلاس‌هایی برای آموزش زنان در زمینه‌هایی مانند تغذیه دام، دوشیدن شیر و اطلاعات پایهٔ گیاهان در مرکز آموزش عمومی برگزار می‌شود. «کنگرهٔ آی‌باسطی–کاباتاش» هر سال برگزار می‌شود. در چهاردهمین دورهٔ این کنگره، تصمیمات مهمی برای توسعهٔ اقتصادی و اداری منطقه گرفته شد.